# Corticarina clayae
Corticarina clayae es una especie de coleóptero de la familia Latridiidae.

## Distribución geográfica
Habita en la Guayana.